# 검은관두루미
검은관두루미(Black crowned crane)는 관두루미속의 한 종이다. 사하라 사막 남부의 사바나 지대에 산다. 둥지들은 습지있는 곳에 만든다. 다른 두루미들과 마찬가지로, 곤충, 파충류, 작은 포유류를 먹고산다. 서식지 파괴와 사막화로 인하여 멸종 위기에 처해있다.

## 국내 보유 현황
국내에선 제주 화조원 외에는 없다. 한때 서울대공원, 대전 오월드, 에버랜드 주토피아에서도 전시하였으나 지금은 모두 무지개 다리를 건너거나 비공개 처리되었다.
1. ↑  오월드의 개체들은 비공개 처리 이후 근황 불명 상태이다.